# Bagnols-en-Forêt
Bagnols-en-Forêt is een gemeente in het Franse departement Var (regio Provence-Alpes-Côte d'Azur) en telt 2695 inwoners (2014). De plaats maakt deel uit van het arrondissement Draguignan.

## Geografie
De oppervlakte van Bagnols-en-Forêt bedraagt 42,5 km², de bevolkingsdichtheid is 39,3 inwoners per km².
De onderstaande kaart toont de ligging van Bagnols-en-Forêt met de belangrijkste infrastructuur en aangrenzende gemeenten.

## Demografie
Onderstaande figuur toont het verloop van het inwonertal (bron: INSEE-tellingen).